# Borek (Szczytniki)
Pour les articles homonymes, voir Borek.
Borek est une localité polonaise de la gmina de Szczytniki, située dans le powiat de Kalisz en voïvodie de Grande-Pologne.